# モハンマド・モサッデク
モハンマド・モサッデク（ペルシア語: محمد مصدق, ラテン文字転写: Moḥammad-e Moṣaddeq ペルシア語発音: [mohæmˈmæd(-e) mosædˈdeɢ]、1882年6月16日 - 1967年3月5日）は、イラン帝国の民族主義者、政治家。スイスで国際法の博士号を取得したので、モサッデク博士として知られる。同国の首相を2期務め、1951年に石油国有化政策を行った（→アーバーダーン危機も参照）。モサデグと表記されることもある。
それまでイラン国内の石油産業を独占的に支配し膨大な利益をあげてきた英国資本のAIOC（アングロ・イラニアン・オイル会社、現:BP）のイラン国内の資産国有化を断行した。イラン国民は熱狂的にモサッデクを支持した。しかし、1953年、アメリカのCIAや英国の情報機関、イラン軍の一部、カーシャーニーなどがシャーを担いクーデターを決行、モサッデクは失脚させられてしまった。

## 生涯

### 生い立ち
イランの首都となるテヘランで、ガージャール朝の縁戚にあたる名家（第2次世界大戦前は、テヘランの日本公使館はモサッデク一族の不動産を借りていた）に生まれる。フランスに留学しソルボンヌ大学卒業を経て、スイス・ヌーシャテル大学で法学博士号を取得。

### 政界へ
イランへの帰国後にイラン立憲革命に参加、国会議員となりアフマド・カバム内閣で財務大臣となる。パフラヴィー朝成立後の1944年に国民戦線を結成、民族主義を標榜しながら政治経済の両面で影響を及ぼしていたイギリスへの抵抗運動を始める。

### イラン首相

#### 就任
1945年8月の第二次世界大戦の終結後、トゥーデ党が1949年に非合法化されるとほぼ唯一の反植民地主義的勢力（=反イギリス勢力）となり国民の支持を得、1951年に行われた民主的選挙によりイランの首相に就任した。

#### 石油国有化政策
第二次世界大戦においてイランは、北はソ連、南はイギリスに占領され（→イラン進駐）、戦後もイギリスの影響力の強い政権が続き、アングロ・イラニアン石油会社（AIOC）はアバダンの石油を独占し利益を独占、イラン国内に石油による利潤はほとんどもたらされない状態が続いていた。そのような中、以前から存在した石油生産の国有化案を民族主義者モサッデクは「石油国有化政策」へとつなげていった。
イギリスは懐柔案として「アングロ・イラニアン石油会社の利益をイギリスとイランが半々ずつ受け取る」という石油協定の改正を提案するが、モサッデクはこれをイギリスのイラン支配継続の意図をみて断固として反対した。石油国有化はイランの完全な主権回復を主張する運動のシンボルとして国民の支持を得て盛り上がりを増し、1951年の首相就任後に石油国有化法を可決させてアングロ・イラニアン石油会社から石油利権を取り戻し（イギリスのイラン支配の終結）、石油産業を国有化する。
それによりイギリス、その後ろ盾となるアメリカを始めとした西側諸国から猛反発を受けたことから、対抗するためソ連に接近。1953年にはソ連・イラン合同委員会をつくり、ソ連と関係を深めていった。このことは西側諸国にイラン共産化の危機感を抱かせたが、実際にはモサッデクは共産化を警戒し、またソ連もモサッデクを「ブルジョワ」と警戒し、積極的に受け入れようとしていなかった。

#### 失脚

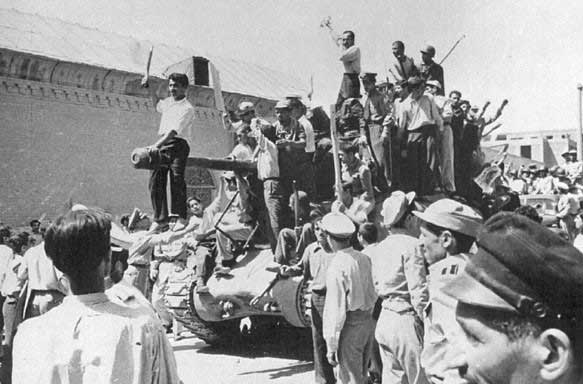
勝利を祝うクーデター支持者たち（1953年）

イラン産石油はイギリスやアメリカの国際石油資本（メジャー）の報復より国際市場から締め出され、それによりイラン政府は財政難に瀕した。モサッデクの政治基盤の国民戦線は様々な勢力の緩い連合体であったため宗教勢力を指導していたアーヤートッラーの離反など国民戦線は弱体化していきモサッデクの支持は失われていく。
アメリカとイギリスは再び石油利権を取り戻すため、CIAにより大量の資金を軍人・反政府活動家などへ投入することで暴力による政府転覆を目指す内政干渉の秘密工作を行い（アジャックス作戦、英: TPAJAX Project）、その結果1953年8月15日から19日の皇帝派によるクーデターによってモサッデクを含む国民戦線のメンバーは逮捕され失脚した。
これにより、ファズロラ・ザヘディ将軍が首相に就任し、民主的政権からモハンマド・レザー・パフラヴィーの独裁世襲による王政となった。石油産業の国有化は骨抜きにされ、アメリカ資本を中心とする国際石油資本が再度イランに回帰した。

#### 晩年
モサッデクは不公正な裁判により死刑判決を受けたが、執行されず3年間投獄され、その後に自宅軟禁となった。晩年は地域の貧しい農民たちを集め、無料で食事や医療を提供する活動などに力を入れて1967年に死去した。

## 死後
アメリカ国務省やCIAは共産化阻止を名目に計画を進めたが、実際にはモサッデクに共産主義になびく要素はなく、民族独立方針や石油利権搾取阻止が侵略の理由であった。民主的に選ばれた政権の転覆は、今日までイラン国民の対米感情に癒しがたい傷を残した。
モサッデクの生涯に大国の利害の間で翻弄されるイランの現代史を重ね合わせて見る心情は、イラン国民の間に根強い。列強に抑圧されたイランのシンボルとしてモサッデクは生き続けている。1979年に起きたイラン革命の時には、モサッデクの顔の写真や絵画を掲げて讃えられた。
イラン革命後のイラン国内では、モサッデクは外国勢力とも宗教勢力とも距離を置き「真の独立」を目指した指導者として知られる。半ば神格化され今も彼を慕う国民は多い。しかし、イラン革命後の現在のイスラーム共和国体制からは「反パプラヴィー朝」「西洋からの自立」では一致するが「世俗主義」という点では相容れないため国民の過剰なモサッデク人気は警戒されている。一方、イラン国外に住むパフラヴィー王家を支持する王党派はモサッデグを「共産主義者」「反米親ソ派」だったとして今も批判的な評価を崩していない。